# 速浪武夫
速浪 武夫（はやなみ たけお、1928年10月9日 -没年不明 ）は、宮城県本吉郡（現：気仙沼市）出身で伊勢ヶ濱部屋所属の元大相撲力士、国際プロレス団、アジアプロレス所属の元プロレスラー。本名は佐山 武雄（さやま たけお）。大相撲時代の四股名は速浪 武夫（はやなみ たけお）。最高位は西十両14枚目。身長175cm、体重82kg。プロレスラー時代は身長177cm、体重93kg。得意技は右四つ、下手投げ。
　

## 来歴
勤労奉仕先の工場で横綱・照國に素質を見出されて伊勢ヶ濱部屋に入門し、1944年11月場所に本名の速浪の四股名で初土俵を踏んだ。
終戦直後に一旦は廃業して連合軍の関連業務に就いたが、十分に飯が食えない状況になったので、詫びを入れて復帰した。
復帰後は1947年6月場所に序ノ口優勝するなど順調に出世した。
1950年9月場所に十両昇進を果たした。しかし4勝11敗と大きく負け越し、十両は1場所限りで幕下に陥落。
その後、再十両を果たすことができずに1955年3月場所に26歳で廃業。腕力の強さを活かした右四つからの下手投げは強く、時折足癖も見せるなど巧さと力強さが合わさった俊敏な取り口であった。
大相撲廃業後は木村政彦が率いる国際プロレス団に入団。粘り強さを身上として体重別日本選手権でも活躍。
プロレスラー廃業後は1990年に神奈川県横須賀市で飲食店「ちゃんこ料理 さやま」をオープン。現在は未亡人と長男が店を引き継いで経営している。

## 主な成績
- 通算成績：149勝143敗12休  勝率.510
- 十両成績：4勝11敗  勝率.267
- 現役在位：30場所
- 十両在位：1場所
- 各段優勝
  - 序ノ口優勝：1回（1947年6月場所）

### 場所別成績
| 1944年 （昭和19年） | x                  | x                       | x                     | （前相撲）           |
| 1945年 （昭和20年） | x                  | x                       | 東序ノ口4枚目 3–2     | 西序二段7枚目 2–3    |
| 1946年 （昭和21年） | x                  | x                       | 国技館修理 のため中止 | 西序二段12枚目 0–1–6 |
| 1947年 （昭和22年） | x                  | x                       | 東序ノ口筆頭 優勝 5–0 | 東序二段筆頭 3–3     |
| 1948年 （昭和23年） | x                  | x                       | 西三段目16枚目 3–3    | 西三段目15枚目 3–3   |
| 1949年 （昭和24年） | 西三段目14枚目 7–5 | x                       | 東幕下25枚目 7–8      | 東幕下27枚目 8–7     |
| 1950年 （昭和25年） | 東幕下23枚目 9–6   | x                       | 西幕下12枚目 12–3     | 西十両14枚目 4–11    |
| 1951年 （昭和26年） | 西幕下4枚目 6–9    | x                       | 東幕下11枚目 9–6      | 東幕下5枚目 7–8      |
| 1952年 （昭和27年） | 西幕下7枚目 7–8    | x                       | 西幕下8枚目 8–7       | 西幕下2枚目 8–7      |
| 1953年 （昭和28年） | 東幕下筆頭 2–7–6   | 西幕下12枚目 4–4        | 西幕下12枚目 3–5      | 西幕下17枚目 6–2     |
| 1954年 （昭和29年） | 東幕下8枚目 3–5    | 東幕下12枚目 5–3        | 東幕下7枚目 3–5       | 西幕下10枚目 4–4     |
| 1955年 （昭和30年） | 東幕下9枚目 3–5    | 西幕下14枚目 引退 5–3–0 | x                     | x                    |
| 各欄の数字は、「勝ち-負け-休場」を示す。 優勝 引退 休場 十両 幕下 三賞：敢=敢闘賞、殊=殊勲賞、技=技能賞 その他：★=金星 番付階級：幕内 - 十両 - 幕下 - 三段目 - 序二段 - 序ノ口 幕内序列：横綱 - 大関 - 関脇 - 小結 - 前頭（「#数字」は各位内の序列） |                    |                         |                       |                      |

## 改名歴
- 速浪 武夫（はやなみ たけお）1944年11月場所 - 1955年3月場所